# 新康乡
新康乡位于湖南省长沙市望城区中部偏西，大众垸四乡镇之一，地处大众垸南部，东临湘江，南临沩水，属于典型的滨湖区地貌。地缘上新康乡北与靖港镇接壤，西北与格塘镇、宁乡县双江口镇为邻，南隔沩水与乌山镇、高塘岭镇相望，东隔湘江与铜官镇、丁字镇相邻。辖域总面积47.2平方公里，总人口31,408人（2007年），其中农业人口30,631人。辖9个行政村、1个社区居委会、304个村（居）民小组，共计8,585户居民（2007年）；政府驻新康社区。

## 历史
今新康乡在1995年长沙地区撤区并乡镇以前属靖港区管辖，撤区并乡后直属望城县政府。2004年村级区划调整，调整之前为1社区、16村，分别为新康社区，沱市、新河、杨柳、石码头、新湖、藕塘、梅树、谭家湖、石堤、镇湘、沅头、月龙、合益、溪流、黄沙和赵家河共计16个村。
2015年11月19日，将新康乡和高塘岭街道成建制合并设立高塘岭街道。

## 行政区划
下辖9个行政村1个社区：
新康集镇社区、长联村、新阳村、六合围村、兴旺村、月园村、湘江村、新河村、谭家湖村和合益村。